# 가미무라 유지
가미무라 유지(일본어: 上村 祐司, 1976년 3월 16일 ~ )는 일본의 전 축구 선수이다.

## 구단 경력
과거 오미야 아르디자에서 활동하였다.